# Esther Tusquets
Esther Tusquets Guillén, född 30 augusti 1936 i Barcelona, död 23 juli 2012 på samma ort, var en spansk (katalansk) författare.